# Michel Deffet
Michel Deffet (Bellaire, 18 december 1937) is een voormalig Belgisch lid van het Waals Parlement.

## Levensloop
Deffet werd leraar technisch tekenen en vervulde het grootste deel van zijn beroepsleven in het onderwijs van de stad Luik, van 1958 tot 1995. Als syndicaal afgevaardigde voor de CGSP en socialistisch militant werd hij in 1961, ten tijde van de stakingen tegen de Eenheidswet lid van de Mouvement populaire wallon en werd ondervoorzitter van het bestuurscomité van de Waalsgezinde drukkingsgroep in het kanton Fléron.
In oktober 1970 werd hij voor de Parti Socialiste verkozen tot gemeenteraadslid van Bellaire en was van 1971 tot 1976 de laatste burgemeester van deze gemeente. Na de fusie met Beyne-Heusay, werd hij daar in oktober 1976 verkozen tot gemeenteraadslid. Van 1977 tot 1985 was hij er schepen onder burgemeester Edmond Rigo. Nadat die in augustus 1985 overleed aan een hartaanval, volgde Deffet hem op als burgemeester en bleef dit tot in december 1996. Hij droeg toen de fakkel over aan zijn eerste schepen Serge Cappa en bleef vervolgens nog in de gemeenteraad zetelen tot in december 2000.
Van 1988 tot 1994 was Deffet tevens provincieraadslid van Luik. In maart 1994 was hij een van de oprichters van het CSVCPW, de Hoge Raad voor Steden, Gemeenten en Provincies in Wallonië. Daarenboven werd hij voorzitter van de Luikse watermaatschappij Compagnie liégeoise des Eaux en beheerder bij de brandweerdienst Intercommunale d’incendie. 
Van 1995 tot 1999 zetelde Deffet ter opvolging van Jean-Maurice Dehousse in het Waals Parlement en in het Parlement van de Franse Gemeenschap. Bij de verkiezingen van 1999 was hij geen kandidaat meer voor een hernieuwing van zijn parlementaire mandaten. Na zijn actieve politieke carrière werd hem in de jaren 2000 het voorzitterschap van de sociale huisvestingsmaatschappij Foyer in de regio Fléron toevertrouwd. Ook werd hij ondervoorzitter en vervolgens voorzitter van de AWaL, de Waalse vereniging voor huisvesting, die het grootste deel van de sociale huisvestingsmaatschappijen in Wallonië omvat, en lid van het bestendig comité van sociale huisvestingsmaatschappijen. 